# Gustav Olofsson
Gustav Olofsson, född 1 december 1994 i Borås, är en svensk professionell ishockeyspelare som är kontrakterad till NHL-organisationen Seattle Kraken och spelar för deras primära samarbetspartner Coachella Valley Firebirds i American Hockey League (AHL).
Olofsson började spela ishockey som sjuåring när familjen bodde i Wien men flyttade sedan till Umeå där Olofsson spelade för IF Björklöven mellan femte och åttonde klass och representerade Västerbotten i TV-pucken säsongen 2009-10. Familjen flyttade sedan till Denver och Olofsson började spela juniorhockey med Green Bay Gamblers i United States Hockey League (USHL) samt Colorado College Tigers i National Collegiate Athletic Association (NCAA).
Olofsson draftades i andra rundan i 2013 års draft av Minnesota Wild som 46:e spelare totalt. Den 24 mars 2014 skrev sedan Minnesota ett treårigt kontrakt på ingångsnivå med Olofsson. På grund av en axelskada spelade han endast en match under säsongen 2014-15. Den 19 november 2015 gjorde Olofsson NHL-debut i en 4-2-förlust mot Boston Bruins.

## Statistik
| 2010–2011   | Colorado Thunderbirds U16 | T1EHL U16   | 35 | 5 | 10 | 15 | 18 | — | — | — | — | — |
| 2011–2012   | Colorado Thunderbirds U18 | T1EHL U18   | 38 | 5 | 25 | 30 | 10 | — | — | — | — | — |
|             | Green Bay Gamblers        | USHL        | 3  | 0 | 1  | 1  | 0  | — | — | — | — | — |
| 2012–2013   | Green Bay Gamblers        | USHL        | 62 | 2 | 21 | 23 | 59 | 4 | 0 | 0 | 0 | 0 |
| 2013–2014   | Colorado College Tigers   | NCAA        | 30 | 4 | 4  | 8  | 20 | — | — | — | — | — |
|             | Iowa Wild                 | AHL         | 8  | 1 | 0  | 1  | 2  | — | — | — | — | — |
| 2014–2015   | Iowa Wild                 | AHL         | 1  | 0 | 0  | 0  | 0  | — | — | — | — | — |
| 2015–2016   | Minnesota Wild            | NHL         | 1  | 0 | 0  | 0  | 0  | — | — | — | — | — |
|             | Iowa Wild                 | AHL         | 52 | 2 | 15 | 17 | 12 | — | — | — | — | — |
| NHL totalt  | NHL totalt                | NHL totalt  | 1  | 0 | 0  | 0  | 0  | — | — | — | — | — |
| AHL totalt  | AHL totalt                | AHL totalt  | 61 | 3 | 15 | 18 | 14 | — | — | — | — | — |
| NCAA totalt | NCAA totalt               | NCAA totalt | 30 | 4 | 4  | 8  | 20 | — | — | — | — | — |
| USHL totalt | USHL totalt               | USHL totalt | 66 | 2 | 22 | 24 | 59 | 4 | 0 | 0 | 0 | 0 |